# Phaonia perdita
Phaonia perdita är en tvåvingeart som först beskrevs av Johann Wilhelm Meigen 1830.  Phaonia perdita ingår i släktet Phaonia och familjen husflugor. Arten är reproducerande i Sverige. Inga underarter finns listade i Catalogue of Life.

## Bildgalleri

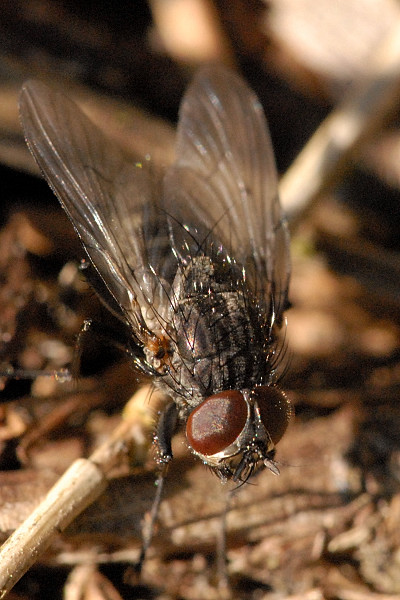
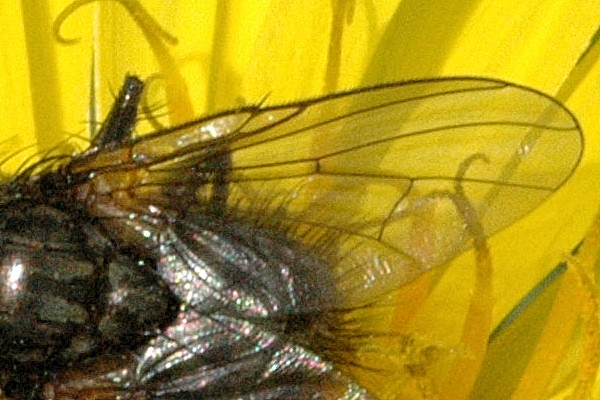
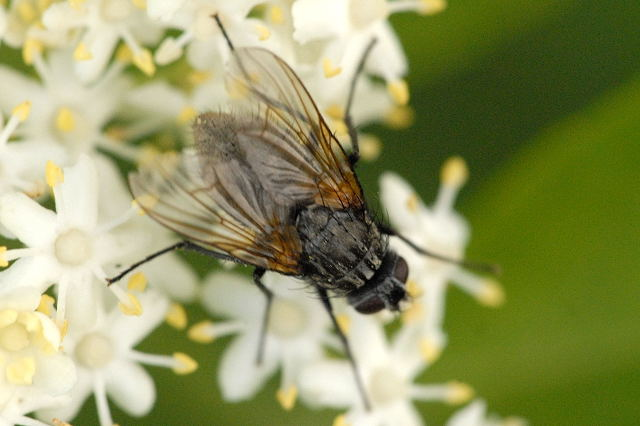
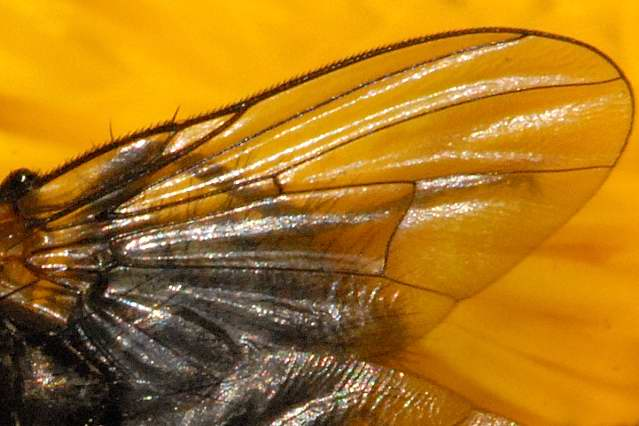